# Cryptopleurum vagans
Cryptopleurum vagans är en skalbaggsart som beskrevs av Leconte 1855. Cryptopleurum vagans ingår i släktet Cryptopleurum och familjen palpbaggar. Inga underarter finns listade i Catalogue of Life.